# 1834 (numero)
Milleottocentotrentaquattro (1834) è il numero naturale dopo il 1833 e prima del 1835.

## Proprietà matematiche
- È un numero pari.
- È un numero composto da 8 divisori: 1, 2, 7, 14, 131, 262, 917, 1834. Poiché la somma dei suoi divisori (escluso se stesso) è 1334 < 1834, è un numero difettivo.
- È un numero sfenico.
- È un numero di Ulam.
- È un numero intero privo di quadrati.
- È un numero malvagio.
- È parte delle terne pitagoriche (1834, 6288, 6550), (1834, 17112, 17210), (1834, 120120, 120134), (1834, 840888, 840890).

## Astronomia
- 1834 Palach è un asteroide della fascia principale del sistema solare.

## Astronautica
- Cosmos 1834 è un satellite artificiale russo.